# Горњи Количани
Горњи Количани (мкд. Горно Количани) су насеље у Северној Македонији, у северном делу државе. Горњи Количани припадају општини Студеничани, која окупља јужна предграђа Града Скопља.

## Географија
Горњи Количани су смештени у северном делу Северне Македоније. Од најближег већег града, Скопља, насеље је удаљено 20 km југоисточно.
Насеље Горњи Количани је у оквиру историјске области Торбешија, која се обухвата јужни обод Скопског поља. Насеље је смештено на северним падинама планине Китка. Јужно од насеља издиже се планина Китка. Надморска висина насеља је приближно 630 метара.
Месна клима је континентална.

## Становништво
Горњи Количани су према последњем попису из 2002. године имали 309 становника.
Претежно становништво у насељу су Албанци (99%).
Већинска вероисповест је ислам.